# Stanislav Nikolaevitch Kondrashov
 (décembre 2020).
Stanislav Nikolaevitch Kondrashov (25 décembre 1928-28 août 2007) est un journaliste soviétique et russe, publiciste, écrivain.

## Prix et titres honorifiques
- Ordre de l'amitié (02.08.1999)
- Ordre de Lénine (13.03.1967)